# Lano Hill
Lano Kash-Pride Hill, precedentemente noto come Delano Kash-Pride Hill (Detroit, 26 novembre 1995), è un giocatore di football americano statunitense che milita nel ruolo di safety e dal 2023 è free agent.

## Carriera

### Seattle Seahawks
Hill al college giocò a football alla Michigan Wolverines dal 2013 al 2016. Fu scelto nel corso del terzo giro (95º assoluto) del Draft NFL 2017 dai Seattle Seahawks. Debuttò come professionista subentrando nella gara del secondo turno vinta contro i San Francisco 49ers senza fare registrare alcuna statistica. La sua stagione da rookie si chiuse con 5 tackle in 15 presenze, nessuna delle quali come titolare.
Hill iniziò la stagione 2018 come free safety nelle gerarchie della squadra dietro a Earl Thomas e Tedric Thompson. In seguito fu nominato riserva di Tedric Thompson dopo che Thomas si infortunò per tutta la stagione nella settimana 5. Disputò la sua prima gara come titolare nel penultimo turno al posto dell'infortunato Thompson. La settimana seguente fu inserito in lista infortunati per un problema a un'anca.